# David Henrie
 (septembre 2017).
David Clayton Henrie, né le 11 juillet 1989 à Mission Viejo, Californie, est un acteur, réalisateur, producteur, scénariste et musicien américain.

## Biographie
David Clayton  Henrie est né à Mission Viejo en Californie et a grandi à Phoenix en Arizona avec ses parents Linda Henrie (née Finocchiaro) et Jim Henrie ainsi qu'avec son frère cadet, Lorenzo Henrie, qui est aussi acteur. Il a été élevé dans le catholicisme et dit qu'il vient d'une famille italienne grande et forte[réf. souhaitée].

### Carrière
En 2002, David Henrie lance sa carrière d'acteur en jouant dans des séries comme Providence ou encore FBI : Portés disparus.
Il a son premier grand rôle en 2003 en incarnant Petey Pitt dans la sitcom The Pitts. Il a ensuite eu un rôle dans le film Monster Makers ainsi que dans le film Scandale à Hollywood.
De 2004 à 2006, il a incarné le rôle de Larry dans la série, Phénomène Raven.
De 2005 à 2013, il a tenu le rôle de Luke Mosby, futur fils de Ted Mosby dans la série How I Met Your Mother.
En 2006, à l'âge de 17 ans, David a eu le rôle de Justin Russo dans la série Les Sorciers de Waverly Place. La série a été diffusée pour la première fois le 12 octobre 2007 et le dernier épisode a été diffusé le 6 janvier 2012 sur Disney Channel, aux États-Unis. Le film adapté de la série est d'ailleurs sorti en 2009.
En 2009, il a joué dans le téléfilm SOS Daddy aux côtés d'Emily Osment, Jason Earles et Moises Arias.
David a écrit deux épisodes de la série Les Sorciers de Waverly Place, Le Prix de la citoyenneté (saison 3, épisode 17) et Rencontre avec les loups-garous (saison 4, épisode 13).
En 2012, David est producteur et réalisateur d'un court-métrage intitulé Catch sorti en 2014 et nommé plusieurs fois au Cleveland Film Festival 2014, Palm beach 2014, Beverly hills Film Festival  2014, ficg gala 2014, Newport beach film festival 2014, LALIFF (Latino International Film Festival) 2013, San Luis OBISPO Film Festival 2014, FICCI 54 Cartagne International Film Festival 2014.
Le 10 août 2020, il annoncé qu'il fera ses débuts en tant que réalisateur et scénariste dans le film This Is the Year dans lequel il interprète Sebastian aux côtés de Vanessa Marano, Gregg Sulkin, Bug Hall, Jake Short et son frère Lorenzo James Henrie. Le film est produit avec notamment Gregg Sulkin et Selena Gomez ses anciennes co-stars des Sorciers de Waverly Place.

### Vie privée

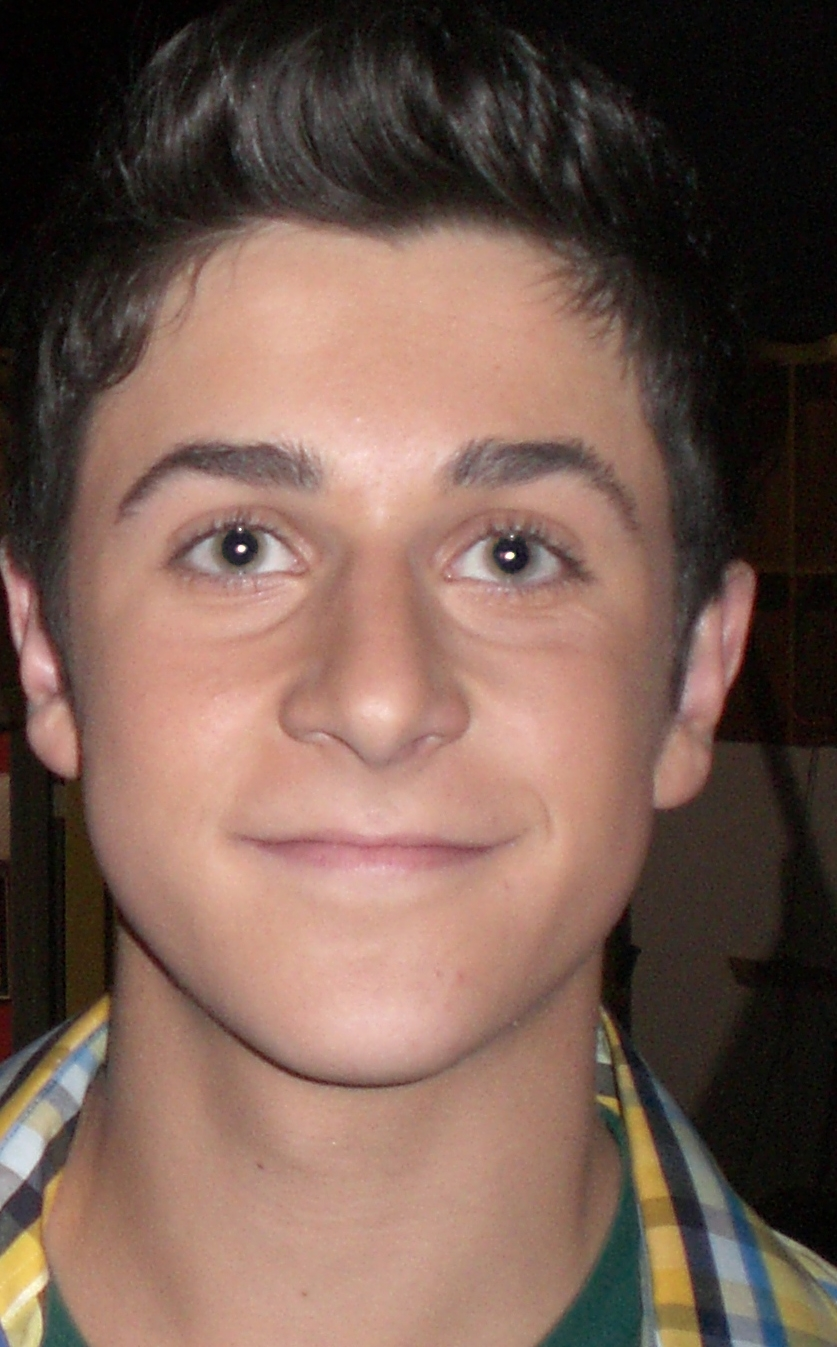
David Henrie en 2007.

En octobre 2007, David commence à fréquenter l'actrice Lucy Hale qu'il a rencontré sur le tournage de la série Les Sorciers de Waverly Place d'octobre 2007 à mars 2010. Après plus de deux ans de romance, Lucy met un terme à leur relation en mars 2010 à cause de nombreuses infidélités de la part de David. 
En Octobre 2016, Henrie s'est fiancé à l'ancienne Miss Delaware, Maria Cahill alors âgée de 26 ans, qu'il a rencontrée en 2014. David Henrie et Maria Cahill se sont mariés le 21 avril 2017. Le 19 mars 2019, il devient papa d'une petite Pia Philomena Francesca Henrie. Le 25 décembre 2020, il devient papa d'un petit James Thomas Augustine Henrie. Le 17 juillet 2022, il devient papa d'une petite Gemma Clare Henrie.

## Filmographie

### Cinéma

#### Acteur
- 2009 : Les Sorciers de Waverly Place, le film : Justin Russo
- 2013 : Copains pour toujours 2 : Frat Boy Zac
- 2014 : Paul Blart Mall Cop 2 : Lane
- 2015:  Men of Granite : Evon Parseghian
- 2015 : Little Boy : London Busbee
- 2015 : Walt avant Mickey (Walt Before Mickey) : Rudy Ising
- 2021 : This Is the Year de David Henrie : Sebastian
- 2021 : Reagan de Sean McNamara : Ronald Reagan, jeune

#### Réalisateur
- 2013 : Catch[8] (court métrage)
- 2021 : This Is the Year

#### Doublage
- 2012 : Arrietty, le petit monde des chapardeurs : Shawn (voix anglaise)

### Télévision

#### Téléfilms
- 2003 : Monster Makers : Danny Burke
- 2004 : Scandale à Hollywood : Oliver Palumbo
- 2004 : Arizona Summer : Bad
- 2009 : SOS Daddy : Wheeze
- 2014 : La Force de l'espoir (1000 to 1: The Cory Weissman Story) : Cory Weissman

#### Séries télévisées
- 2002 : Providence : Mark Triedman (1 épisode)
- 2002 : FBI : Portés disparus : Gabe Freedman (1 épisode)
- 2003 : The Pitts : Petey Pitt (rôle principal)
- 2003 : The Mullets
- 2003 : Amy : Jeremy (1 épisode)
- 2004 : The D.A. : Alex Henry (1 épisode)
- 2004 : Method et Red : Skyler Blaford (rôle principal)
- 2004 : Jack et Bobby : Sniffly (1 épisode)
- 2004 : NCIS : Enquêtes spéciales : Willy Shields (1 épisode)
- 2004-2007 : Phénomène Raven : Larry
- 2005 : Dr House : Tommy (1 épisode)
- 2005-2013 : How I Met Your Mother : Luke Mosby
- 2006 : Cold Case : Affaires classées : Dale Wilson (1 épisode)
- 2007 : Studio DC: Almost Live : lui-même
- 2007-2012 : Les Sorciers de Waverly Place : Justin Russo
- 2008 : Disney's Friends for Change Games : lui-même
- 2009 : La Vie de croisière de Zack et Cody : Justin Russo
- 2009 : Disney Channel's 3 Minute Game Show : lui-même
- 2010 : Jonas L.A. : lui-même (2 épisodes)
- 2010 : Easy To Assemble : Ethan (1 épisode)
- 2011 : The Assistants Mike Beadle
- 2011 : Disney's Friends for Change Games : lui-même
- 2013 : Arrested Development : lui-même
- 2014 : Mind Games (saison 1 épisode 13)
- 2024 : Wizards Beyond Waverly Place : Justin Russo